# Мафилиндо
Мафили́ндо (таг. Mapilindo, малайск.  и индон. Mafilindo, англ. Maphilindo) — концепция конфедеративного объединения Малайской Федерации, Филиппин и Индонезии, прорабатывавшаяся властями этих стран в 1963 году. Название представляет собой акроним, образованный из первых букв названий стран-членов.
План формирования конфедерации был анонсирован в итоговых документах трёхстороннего саммита, состоявшегося в конце июля — начале августа 1963 года в Маниле (главным образом, в Манильском соглашении 31 июля 1963 года), однако практической реализации в последующем не получил из-за обострения отношений между странами-участницами.

## Предпосылки формирования трёхстороннего формата
Предпосылкой для налаживания трёхсторонних контактов между Манилой, Куала-Лумпуром и Джакартой стал запущенный в конце 1962 года процесс формирования Федерации Малайзии на базе независимой Малайи и освобождаемых Великобританией колониальных владений на севере Калимантана — Саравака и Сабаха. Эти планы встретили решительное противодействие со стороны сопредельных государств — Индонезии и Филиппин.
Индонезийские власти, придерживавшиеся в тот период радикального антиимпериалистического курса, выступали против создания подобного государства, опасаясь его превращения в сателлита Великобритании и проводника западного влияния в регионе. Филиппинское же руководство не возражало в принципе против суверенизации Малайзии, однако считало категорически неприемлемым включение в её состав Сабаха — в силу собственных претензий на эту территорию.
После перехода индонезийцев к диверсионной деятельности на малайской территории и поддержке сепаратистских сил в Сараваке и Сабахе, власти Филиппин, обеспокоенные возможностью начала полномасштабного военного конфликта у своих границ и перспективой перехода Сабаха под индонезийский контроль, выступили с инициативой дипломатического посредничества между Джакартой и Куала-Лумпуром. В рамках этой инициативы в марте 1963 года президент страны Диосдадо Макапагал обратился к президенту Индонезии Сукарно и премьер-министру Малайи Тунку Абдул Рахману с предложением о проведении трёхсторонней встречи. Параллельно в Маниле активно афишировался лозунг «объединения народов малайской расы», восходивший к идеям таких видных деятелей филиппинского национально-освободительного движения, как Хосе Рисаль и Венцеслао Винзонс.

## Провозглашение конфедерации
Инициированный Макапагалом трехсторонний филиппинско-малайско-индонезийский саммит прошёл в Маниле 31 июля — 5 августа 1963 года. В ходе этого продолжительного мероприятия были приняты три трёхсторонних документа: соглашение 31 июля, декларация 3 августа и совместное заявление 5 августа. В них, наряду с обязательствами сторон по расширению сотрудничества и условиями вступления Саравака и Сабаха в Федерацию Малайзии, декларировалось их намерение по созданию конфедерации Мафилиндо. Сроки и механизм формирования этого объединения, как и его политико-административная структура не оговаривались — участники ограничились планами создания Национальных секретариатов по делам Мафилиндо (англ. National Secretariats for Mapilindo affairs) для проведения соответствующих консультаций.
Однако практически сразу после завершения саммита выяснилось существенное различие в восприятии идеи объединения руководством трёх стран. Власти Индонезии выступали с откровенно гегемонистских позиций: так, по заявлениям руководителя Высшего совещательного совета Руслана Абдулгани, индонезийцам в конфедерации должна была принадлежать руководящая роль «уже в силу того, что их в пять раз больше, чем филиппинцев, и в десять раз больше, чем малайзийцев». Значительная часть филиппинской политической элиты не могла отказаться от претензий на Сабах.
В этих условиях никаких практических мер по запуску консультационного процесса о механизме создания Мафилиндо предпринято не было. Напротив, Куала-Лумпур без соблюдения согласованных в Маниле условий форсировал переговоры с Великобританией о формировании Федерации Малайзии, которые завершились провозглашением Федерации Малайзии 16 сентября 1963 года. Ни Филиппины, ни Индонезия, не признали нового государства — более того, последняя официально объявила о планах вооружённой борьбы с ним. Манильские договоренности не денонсировалось официально, однако все три стороны де-факто отказались от прописанных в них обязательств — в том числе по созданию Мафилиндо.

## Дальнейшая судьба проекта и использование его названия
Напряжённость в отношениях между странами-соседями резко снизилась после смены власти в Индонезии в 1965—67 годах: завершение  индонезийско-малайзийской конфронтации было одним из первых внешнеполитических решений правительства Сухарто. Однако, несмотря на это, реализация проекта Мафилиндо возобновлена не была: его изначальные инициаторы сосредоточились на переговорах о сотрудничестве в более широком формате — с участием Таиланда и вышедшего из состава Федерации Малайзии Сингапура, которые завершились подписанием Бангкокского соглашения 8 августа 1967 года о создании АСЕАН.
Акроним «Мафилиндо» в последующем периодически фигурировал в названии ряда трёхсторонних малайзийско-филиппинско-индонезийских инициатив и мероприятий: экономических проектов, военных учений, культурных фестивалей, спортивных соревнований и др. Одна из современных разновидностей боевых искусств силат, разработанная на основе элементов национальных единоборств Малайзии, Филиппин и Индонезии, называется мафилиндо-силат.